# ポンペイ国際空港
ポンペイ国際空港（ポンペイこくさいくうこう、英: Pohnpei International Airport）は、ミクロネシア連邦のポンペイ島にある国際空港。

## 概要
2008年からの滑走路延長プロジェクトにより，滑走路の長さが1836mから230m延長され2066mとなった。日本の資金供与によるプロジェクトである。

## 就航路線

### 定期便（国内線・国際線）
| 航空会社         | 就航地                                                       |
| ---------------- | ------------------------------------------------------------ |
| ユナイテッド航空 | グアム、チューク、コスラエ、クワジャリン、マジュロ、ホノルル |

### 貨物便
- アジア・パシフィック・エアラインズ[1]